# Villamayor de Campos
Villamayor de Campos è un comune spagnolo di 518 abitanti situato nella comunità autonoma di Castiglia e León.